# Liste der Biografien/Meyer, S
Liste der Biografien |
Portal Biografien |
S Personensuche
# |
A |
B |
C |
D |
E |
F |
G |
H |
I |
J |
K |
L |
M |
N |
O |
P |
Q |
R |
S |
T |
U |
V |
W |
X |
Y |
Z |
?
 
Ma |
Mb |
Mc |
Md |
Me |
Mf |
Mg |
Mh |
Mi |
Mj |
Mk |
Ml |
Mm |
Mn |
Mo |
Mp |
Mq |
Mr |
Ms |
Mt |
Mu |
Mv |
Mw |
Mx |
My |
Mz
 
Mea–Mee |
Mef |
Meg |
Meh |
Mei |
Mej |
Mek |
Mel |
Mem |
Men |
Meo |
Mep |
Mer |
Mes |
Met |
Meu |
Mev |
Mew |
Mex |
Mey |
Mez
 
Meyb |
Meyd |
Meye |
Meyf |
Meyg |
Meyh |
Meyi |
Meyj |
Meyk |
Meyl |
Meyn |
Meyo |
Meyp |
Meyr |
Meys |
Meyt |
Meyz
 
Meyen |
Meyer
 
Meyer, A |
Meyer, B |
Meyer, C |
Meyer, D |
Meyer, E |
Meyer, F |
Meyer, G |
Meyer, H |
Meyer, I |
Meyer, J |
Meyer, K |
Meyer, L |
Meyer, M |
Meyer, N |
Meyer, O |
Meyer, P |
Meyer, R |
Meyer, S |
Meyer, T |
Meyer, U |
Meyer, V |
Meyer, W |
Meyer, Y |
Meyer, Z |
Meyerb |
Meyerd |
Meyere |
Meyerf |
Meyerh |
Meyeri |
Meyerl |
Meyerm |
Meyern |
Meyero |
Meyerr |
Meyers
Die Liste der Biografien führt alle Personen auf, die in der deutschsprachigen Wikipedia einen Artikel haben. Dieses ist eine Teilliste mit 40 Einträgen von Personen, deren Namen mit den Buchstaben „Meyer, S“ beginnt.

## Meyer, S

### Meyer, Sa
- Meyer, Sabina (* 1969), italienische Sängerin
- Meyer, Sabine (* 1959), deutsche KlarinettistinSabine Meyer (* 1959)

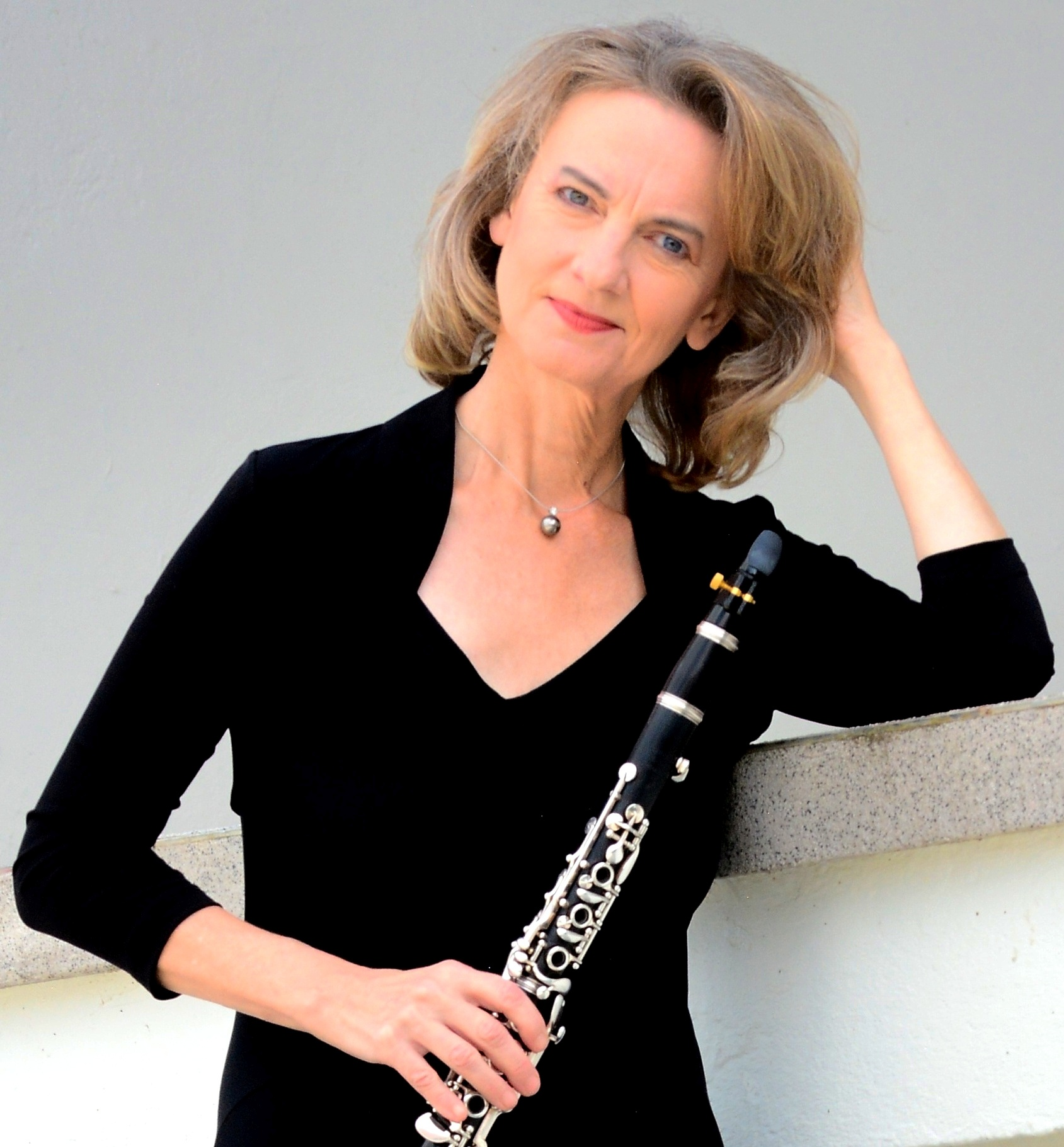
Sabine Meyer (* 1959)

- Meyer, Sabrina (* 1988), deutsche Fußballspielerin
- Meyer, Samuel Ephraim (1819–1882), deutscher Rabbiner
- Meyer, Sarah Sophia (* 1984), Schweizer Schauspielerin

### Meyer, Se
- Meyer, Sebastian, reformierter Theologe und Reformator
- Meyer, Selma (1881–1958), deutsche Kinderärztin und Hochschullehrerin
- Meyer, Selma (1890–1941), niederländische Widerstandskämpferin, Feministin und Pazifistin
- Meyer, Serge (* 1973), Schweizer Triathlet
- Meyer, Serge (* 1976), Schweizer Eishockeyspieler

### Meyer, Si
- Meyer, Siegfried Joachim (1751–1833), Jurist, Bürgermeister von Greifswald
- Meyer, Siegmund von (1807–1888), deutscher Jurist und Politiker
- Meyer, Sigmund (1840–1911), deutscher Unternehmer und Bankier
- Meyer, Sigmund (1873–1935), deutscher Ingenieur, Industrieller und Politiker (DDP) im Bremer Senat
- Meyer, Silke (* 1968), deutsche Volleyball- und Beachvolleyballspielerin
- Meyer, Silke (* 1971), deutsche Ethnologin
- Meyer, Simone (1962–2021), deutsche Hörspielautorin, Dramatikerin und Drehbuchautorin

### Meyer, So
- Meyer, Sonia Handelman (1920–2022), US-amerikanische Fotografin
- Meyer, Sophie (1847–1921), deutsche Malerin der Düsseldorfer Schule

### Meyer, St
- Meyer, Stefan (1872–1949), österreichischer Physiker und Pionier der Erforschung der Radioaktivität
- Meyer, Stefan (* 1984), deutscher Bankbetriebswirt und Politiker (CSU)
- Meyer, Stefanija (* 1940), jugoslawische Serienmörderin
- Meyer, Steffen (* 1968), deutscher Ökonom und politischer Beamter
- Meyer, Steffen (* 1985), deutscher Ministerialbeamter
- Meyer, Stephan (* 1947), deutscher Regisseur und Drehbuchautor
- Meyer, Stephan (* 1971), deutscher Rechts- und Staatswissenschaftler und Hochschullehrer
- Meyer, Stephan (* 1981), deutscher Politiker (CDU), MdL
- Meyer, Stephan Martin (* 1973), deutscher Schriftsteller
- Meyer, Stephenie (* 1973), US-amerikanische Jugendbuchautorin und FilmproduzentinStephenie Meyer (* 1973)

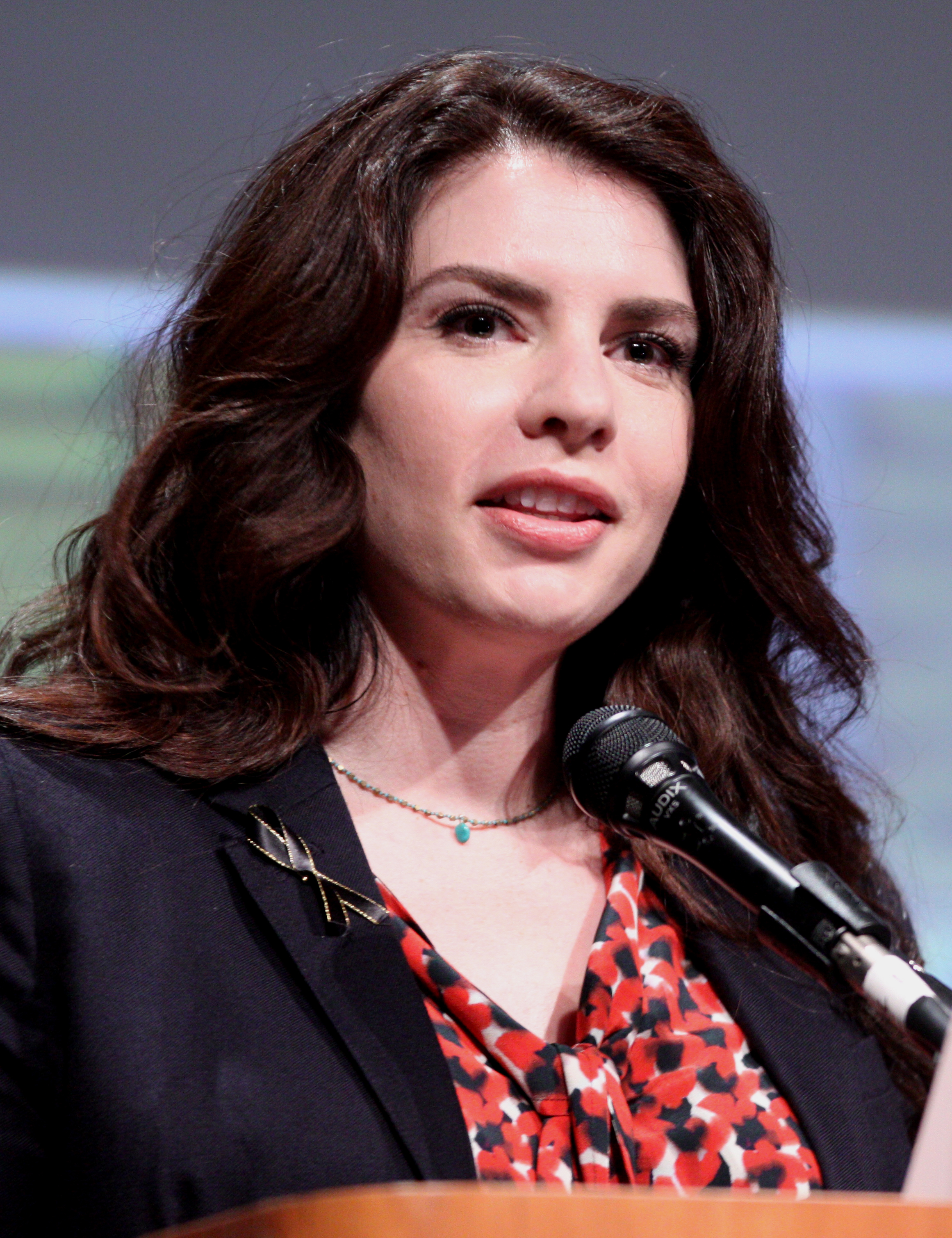
Stephenie Meyer (* 1973)

### Meyer, Su
- Meyer, Susa (* 1966), deutsche Schauspielerin und Sängerin
- Meyer, Susanne (* 1977), deutsche Schauspielerin

### Meyer, Sv
- Meyer, Sven, deutscher Künstler, Musikproduzent und Festival-Organisator
- Meyer, Sven (* 1963), deutscher Basketballspieler
- Meyer, Sven (* 1970), deutscher Fußballspieler
- Meyer, Sven (* 1971), deutscher Fußballspieler
- Meyer, Sven (* 1975), deutscher Politiker (SPD), MdA
- Meyer, Sven (1977–1999), deutscher Eiskunstläufer
- Meyer, Sven (* 1985), deutscher Radsporttrainer

### Meyer, Sw
- Meyer, Swen, deutscher Musikproduzent

### Meyer, Sy
- Meyer, Sylke Rene (* 1970), deutsche Drehbuchautorin und Filmregisseurin